# Sociedad de Geografía de París
La Sociedad de geografía de París (en francés: Société de géographie' y, de forma más precisa, Société de géographie de Paris, cuando se quiere diferenciar correctamente de otras sociedades) es un sociedad científica de Francia, la más antigua de las sociedades geográficas del mundo.
Su creación había sido ya propuesta en 1785 por Jean-Nicolas Buache. Se celebró finalmente una reunión preparatoria el 19 de julio de 1821 entre los científicos que deseasen formar una sociedad. La Sociedad Geográfica se fundó oficialmente el 15 de diciembre de 1821 en el Hôtel de la Ville de París. Participaron en su creación doscientos veinte y siete personas, incluidas los más grandes científicos de la época, como Pierre-Simon Laplace, el primer presidente de la Sociedad, Jean-François Champollion, Georges Cuvier, Alexander von Humboldt, Pierre-Simon Laplace, Gaspard Monge, Charles Pierre Chapsal, Dominique Vivant, Joseph Fourier, Gay-Lussac, Claude Louis Berthollet y François-René de Chateaubriand . 
La mayoría de hombres que habían acompañado a Bonaparte en su expedición a Egipto fueron miembros: Edmé François Jomard, Conrad Malte-Brun, Jules Dumont d'Urville, Jules Paul Benjamin Delessert, Hottinguer, Henri Didot, Bottin y otros.
Han formado parte de la Sociedad otros ilustres miembros, entre ellos Jean Charcot, Anatole France, el mariscal Lyautey, Alberto I de Mónaco, Élisée Reclus o Jules Verne.
Reconocida de utilidad pública desde 1827, es la sociedad geográfica más antigua del mundo. Es por esta razón que su presidente toma la palabra en primero lugar en las reuniones internacionales de las sociedades geográficas. 
Ha coronado a los más grandes exploradores franceses y estudiosos extranjeros. Patrocina trabajos geográficos, incluyendo expediciones, y contribuye al fomento de la geografía francesa.

## Distinciones
La Sociedad de geografía otorga varios premios:
- «prix de l’innovation doctorale en géographie» [premio de la innovación doctoral en geografía],
- «prix de la francophonie de la Société de géographie» [Premio de la francofonía de la Sociedad de geografía],
- «grande médaille de la Société de géographie décernée à titre exceptionnel» [gran medalla de la Sociedad de geografía otorgada a título excepcional],
- «médaille d'or pour voyages d'étude, missions et travaux de reconnaissance» [medalla de oro para viajes de estudio, misiones y trabajo de reconocimiento],
- «grand prix des sciences de la mer Albert 1er de Monaco» [Gran premio de las ciencias del mar Alberto I de Monaco ]] (anteriormente Gran Premio de Oceanografía Albert 1.er de Monaco, de 1971 a 2003[2]),
- «grand prix de cartographie» [gran premio de cartografía],
- «grand prix de Climatologie» [gran premio de climatología],
- «grande médaille d'or des explorations et voyages de découverte» [gran medalla de oro de las exploraciones y viajes de descubrimiento], otorgada desde 1829  que ha recompensado a René Caillié, el primer europeo en regresar de Tombuctú, a Dumont d'Urville, David Livingstone, Pierre Savorgnan de Brazza, Roald Amundsen, Charles Lindbergh, etc.
- «grand prix de la Société de Géographie»[3] [Gran Premio de la Société de Géographie].

## Fondos documentales
Su patrimonio de obras, revistas, mapas, atlas, globos terráqueos, fotografías, desde 1942 es gestionado por la Biblioteca Nacional de Francia. Se compone de: 
- 90 000 obras y 25 000 folletos;
- 2 000 títulos de publicaciones periódicas (de ellos 340 recibidos en intercambio del «Bulletin de la Société de géographie») representando 300 000 fascículos;
- 135 000 documentos iconográficos, de ellos 100 000 fotografías en papel;
- 70 000 cartas;
- 500 cajas, pósteres y paquetes de archivos.

## Publicaciones
La Sociedad de geografía publica un boletín informativo desde junio de 1822:
- el Bulletin de la Société de géographie desde 1822 a 1899 (mensual);
- La Géographie, bulletin de la Société de géographie desde 1900 a 1939 (mensual);
- las Acta Geographica desde 1947 a 2001 (trimestral);
- La Géographie, desde 2001 a 2007 (trimestral y números fuera de serie temáticos);
- la revista trimestral la GéoGraphie, en colaboración con el Institut géographique national (IGN) y las ediciones Glénat, desde diciembre de 2007. Esta revista está disponible en quioscos y por suscripciones, independientemente de la pertenencia a la Sociedad;
- el Bulletin de liaison des membres de la Société de géographie desde marzo de 2008 (n° 1528).

La Sociedad edita una colección de álbumes en las ediciones Glénat, publicada gracias a su enorme fondo iconográfico depositado en la Biblioteca Nacional de Francia.
En abril de 2008, la Sociedad abrió una librería especializada en geografía en la planta baja de su edificio, en el nº 184 del Bulevar de Saint-Germain, en el Distrito VI de París.

## Lista de presidentes

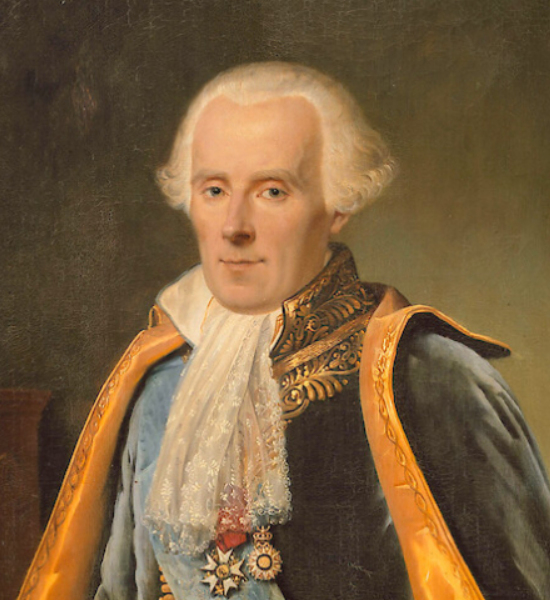
Pierre-Simon Laplace.

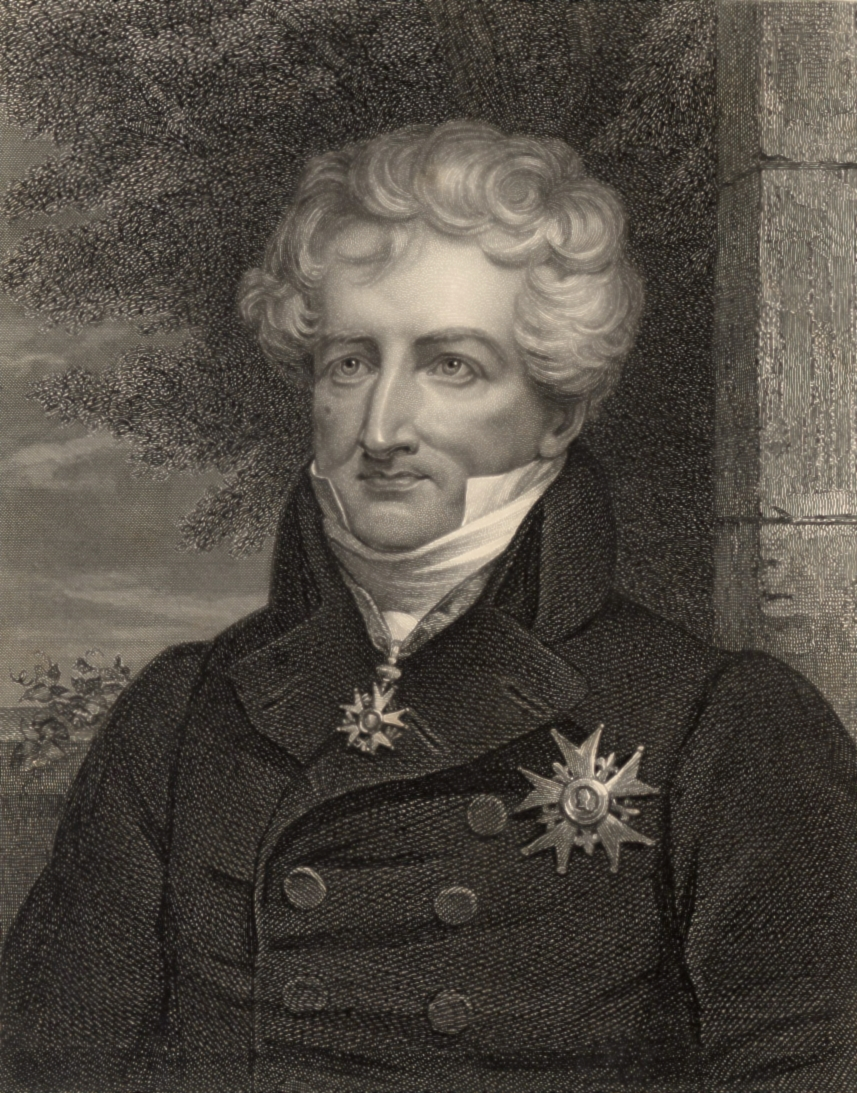
Georges Cuvier.

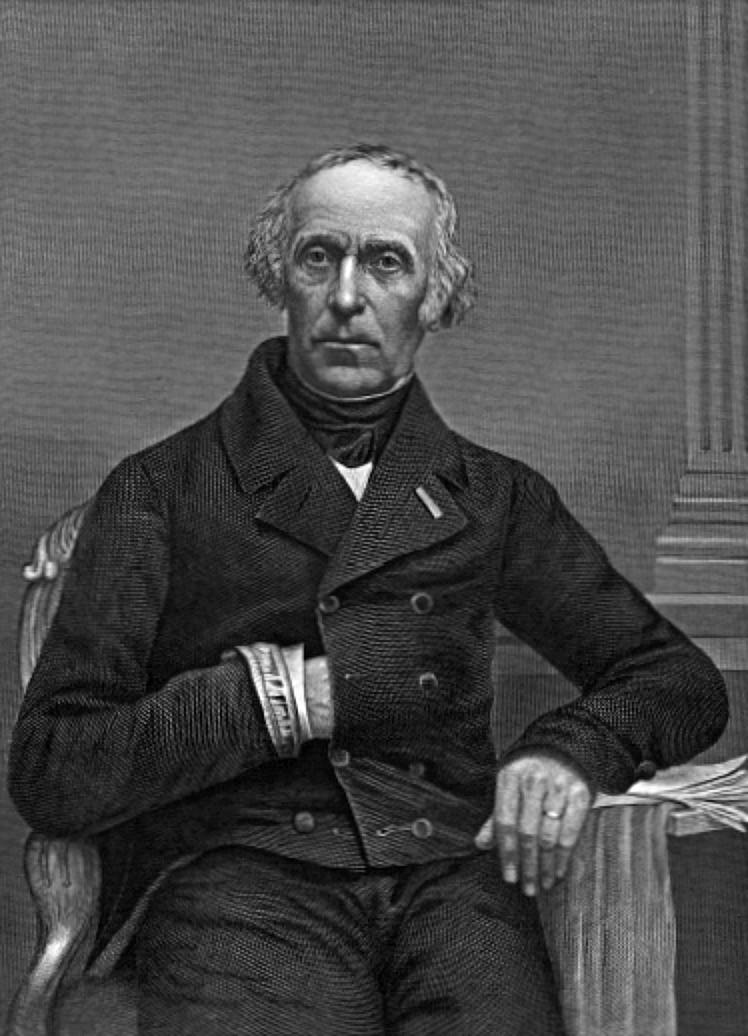
François Guizot

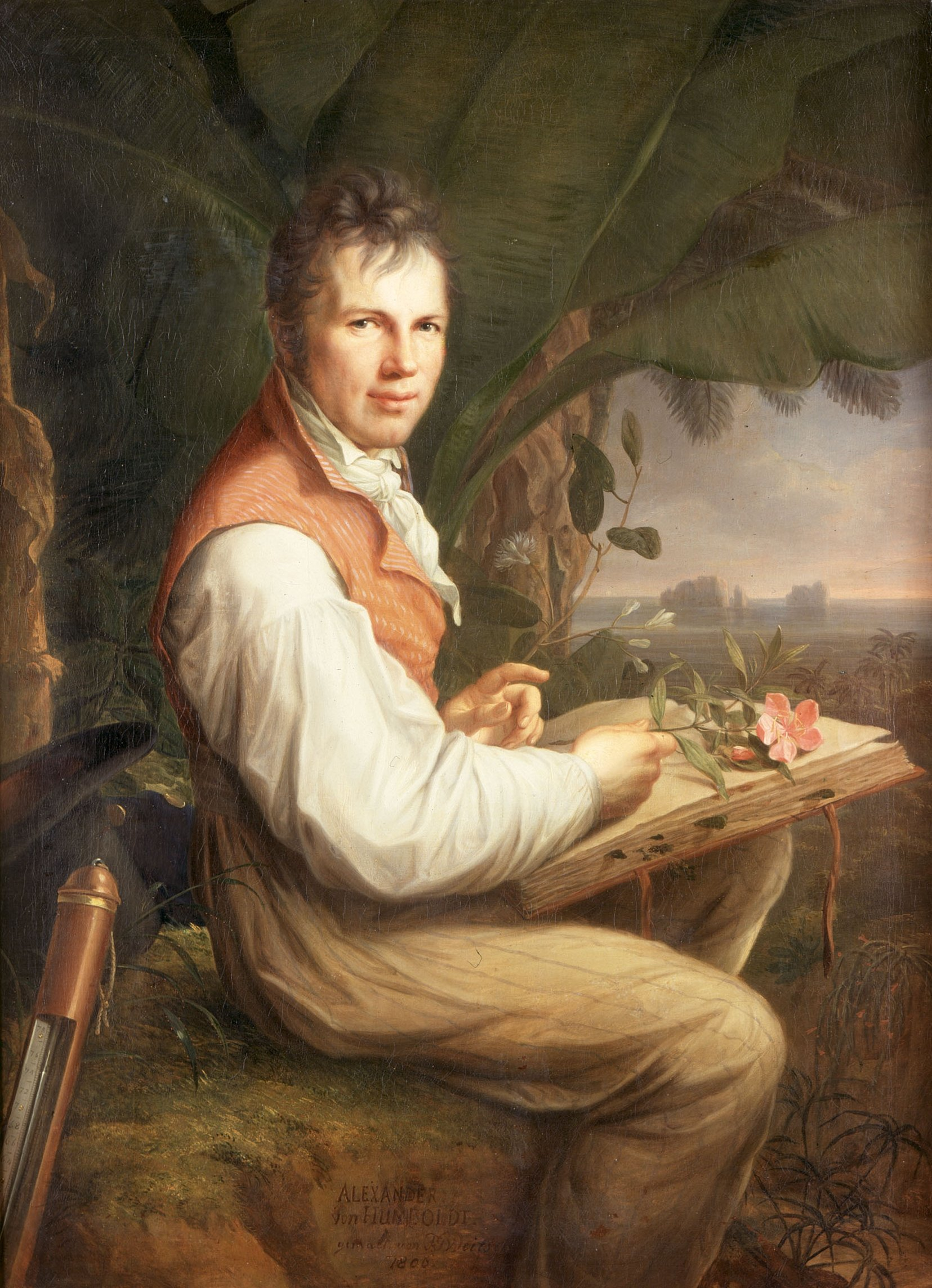
Alexander von Humboldt

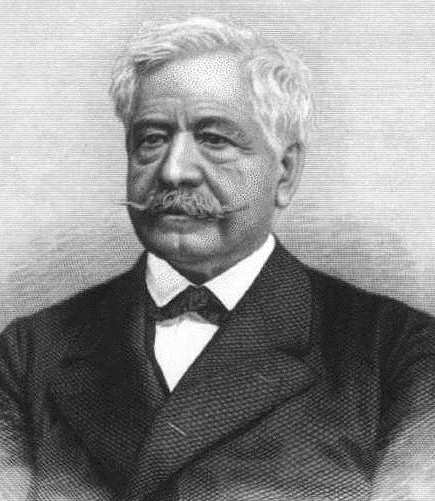
Ferdinand de Lesseps.

| Nombramiento | Presidente                                                              |
| ------------ | ----------------------------------------------------------------------- |
| 1822         | Marqués Pierre-Simon Laplace (1749-1827)                                |
| 1823         | Marqués Claude-Emmanuel de Pastoret (1755-1840)                         |
| 1824         | Vizconde François-René de Chateaubriand (1768-1848)                     |
| 1825         | Gilbert Joseph Gaspard de Chabrol de Volvic (1773-1843)                 |
| 1826         | Louis Becquey (1760-1849)                                               |
| 1827         | Conde Christophe Chabrol de Crouzol (1771-1836)                         |
| 1828         | Barón Georges Cuvier (1769-1832)                                        |
| 1829         | Jean-Guillaume Hyde de Neuville (1776-1857)                             |
| 1830         | Duque Ambroise-Polycarpe de La Rochefoucauld (1765-1817)                |
| 1831         | Antoine Maurice Apollinaire d'Argout (1782-1858)                        |
| 1832         | Almirante conde Henri de Rigny (1782-1835)                              |
| 1833         | Duque Élie Decazes (1788-1860)                                          |
| 1834         | Conde Camille de Montalivet (1801-1880)                                 |
| 1835         | Barón Prosper Brugière de Barante (1782-1866)                           |
| 1836         | Teniente general barón Jean-Jacques Germain Pelet-Clozeau (1777-1858)   |
| 1837         | François Guizot (1787-1874)                                             |
| 1838         | Conde Narcisse-Achille de Salvandy (1795-1856)                          |
| 1839         | Barón Jean Tupinier (1779-1850)                                         |
| 1840         | Conde Hippolyte Jaubert (1798-1874)                                     |
| 1841         | Abel-François Villemain (1790-1867)                                     |
| 1842         | Laurent Cunin-Gridaine (1778-1859)                                      |
| 1843         | Almirante barón Albin Roussin (1781-1854)                               |
| 1844         | Vicealmirante barón Ange-René-Armand de Mackau (1788-1855)              |
| 1845         | Barón Alexander von Humboldt (1769-1859)                                |
| 1846         | Barón Charles Athanase Walckenaer (1771-1852)                           |
| 1847         | Conde Louis-Mathieu Molé (1781-1855)                                    |
| 1848         | Edmé François Jomard (1777-1862)                                        |
| 1849         | Jean-Baptiste Dumas (1800-84)                                           |
| 1851         | Contralmirante Pierre-L.-A. Mathieu                                     |
| 1853         | Contralmirante C. Laplace                                               |
| 1854         | Hippolyte Fortoul (1811-56)                                             |
| 1855         | Noël Jacques Lefebvre-Duruflé (1792-1877)                               |
| 1856         | Joseph-Daniel Guigniaut (1794-1876)                                     |
| 1857         | Pierre Daussy (1792-1860)                                               |
| 1858         | General Eugène Daumas (1803-71)                                         |
| 1859         | Jean-Baptiste Élie de Beaumont (1798-1874)                              |
| 1860         | Gustave Rouland (1806-78)                                               |
| 1861         | Almirante Joseph Romain-Desfossés (1798-1864)                           |
| 1862         | Conde Victor de Persigny (1808-1872)                                    |
| 1863         | Conde Alexandre Florian Joseph Colonna Walewski (1810-1868)             |
| 1864         | Marqués Prosper de Chasseloup-Laubat (1805-1873)                        |
| 1873         | Vicealmirante Camille Adlbert Marie de La Roncière-Le Noury (1816-1881) |
| 1881         | Ferdinand de Lesseps (1805-1894)                                        |
| 1890         | Jean Louis Armand de Quatrefages de Bréau (1810-1892)                   |
| 1892         | Antoine d'Abbadie d'Arrast (1810-1897)                                  |
| 1893         | Auguste Daubrée (1814-1896)                                             |
| 1894         | Auguste Himly (1823-1906)                                               |
| 1895         | Jules Janssen (1824-1907)                                               |
| 1896         | Jean Jacques Anatole Bouquet de La Grye (1827-1909)                     |
| 1897         | Alphonse Milne-Edwards (1835-1900)                                      |
| 1901         | Alfred Grandidier (1836-1921)                                           |
| 1906         | Charles Marie Le Myre de Vilers (1833-1918)                             |
| 1909         | Ernest-Théodore Hamy (1842-1908)                                        |
| 1910         | Príncipe Roland Bonaparte (1858-1924)                                   |
| 1925         | Henri Cordier (1849-1925)                                               |
| 1926         | Ernest Roume (1858-1941)                                                |
| 1928         | Édouard-Alfred Martel (1859-1938)                                       |
| 1931         | Mariscal Louis Félix Marie François Franchet d’Esperey (1856-1942)      |
| 1939         | General Georges Perrier (1872-1946)                                     |
| 1947         | Emmanuel de Martonne (1873-1955)                                        |
| 1953         | Robert Perret                                                           |
| 1960         | Ingeniero-general Louis Hurault                                         |
| 1965         | Jean Despois                                                            |
| 1975         | Aimé Perpillou                                                          |
| 1976         | Roger Blais                                                             |
| 1983         | Jacqueline Beaujeu-Garnier (1917-1995 )                                 |
| 1995         | Jean Bastié                                                             |
| 2009         | Jean-Robert Pitte                                                       |